# Lewis O’Brien
Lewis John O’Brien (* 14. Oktober 1998 in Colchester) ist ein englischer Fußballspieler, der seit 2022 beim englischen Erstligisten Nottingham Forest unter Vertrag steht und aktuell an Los Angeles FC verliehen ist.

## Karriere

### Verein
Der seit seinem elften Lebensjahr in der Jugend von Huddersfield Town spielende Lewis O’Brien unterzeichnete im Mai 2018 seinen ersten Profivertrag in Huddersfield. Am 31. August 2018 verlieh sein Verein den 19-Jährigen für die gesamte Spielzeit an den Drittligisten Bradford City. Wenige Tage später gab er beim Auswärtsspiel beim FC Blackpool sein Profidebüt in der EFL League One 2018/19. Der zentral defensive Mittelfeldspieler sicherte sich schnell einen Stammplatz bei seinem neuen Team und bestritt im Saisonverlauf 40 Ligaspiele für Bradford, in denen er 4 Treffer erzielen konnte. Für seine Mannschaft verlief die Spielzeit weniger erfolgreich und endete mit dem Abstieg als Tabellenletzter in die viertklassige EFL League Two.
Nach seiner erfolgreichen Ausleihe erhielt O’Brien Mitte Juli 2019 einen neuen bis 2022 gültigen Vertrag bei Huddersfield Town. Bei dem in der Vorsaison aus der Premier League abgestiegenen Verein spielte sich der 20-Jährige schnell in die Startelf und absolvierte 38 Ligapartien. Zudem gelangen ihm zwei Tore in der EFL Championship 2019/20 für Huddersfield, das mit Tabellenplatz 18 eine enttäuschende Saison erlebte. Die anschließende Spielzeit verbrachte sein Team erneut im unteren Tabellendrittel und schloss die Liga als Tabellenzwanzigster ab.
Im September 2021 verlängerte Lewis O’Brien seinen Vertrag um weitere drei Jahre. In der zweiten Saison unter Trainer Carlos Corberán steigerten sich die Leistungen des Teams deutlich und die Mannschaft verbrachte die Hinrunde im oberen Tabellendrittel. Gesteigert wurde dieser Erfolg in der Rückrunde in der die Mannschaft um Lewis O’Brien (43 Spiele / 3 Tore) die meisten Punkte aller 24 Zweitligateams sammelte und die EFL Championship 2021/22 als Tabellendritter beendete. Durch diese Platzierung für die Aufstiegs-Play-offs qualifiziert, setzte sich der Verein im Halbfinale mit 1:1 und 1:0 gegen den Sechsten Luton Town durch und zog somit in das Finale in Wembley ein. Im Finale vor 80.019 Zuschauern verlor Huddersfield mit 0:1 gegen Nottingham Forest und verpasste damit die Rückkehr in die Premier League.
Nachdem zuvor mehrere Wochen lang über einen Wechsel in die Premier League spekuliert wurde, wechselte Lewis O’Brien am 20. Juli 2022 gemeinsam mit seinem Mannschaftskameraden Harry Toffolo zum Erstligaaufsteiger Nottingham Forest. Nachdem er in der Hinrunde der Premier League 2022/23 dreizehn Partien bestritten und dabei ein Tor erzielt hatte, wurde er Mitte März 2023 an den US-amerikanischen Verein D.C. United ausgeliehen. Zu Beginn der Saison 2023/24 folgte eine weitere Leihe, diesmal für die gesamte Spielzeit an den Zweitligisten FC Middlesbrough. Ende Juli 2024 wurde der 25-Jährige erneut in die USA ausgeliehen und wechselte inklusive Kaufoption zu Los Angeles FC.